# Моногібридне схрещування
Моногібридне схрещування — поєднання батьківських форм, які відрізняються різними станами лише однієї спадкової ознаки. Є ще дигібридне схрещування — схрещування двох ознак і полігібридне трьох ознак і більше.
Основні закономірності спадковості були відкриті Грегором Менделем (1865). Метод, що використовував Мендель при виведенні законів, називається гібридологічним. Гібриди — нащадки, одержані внаслідок схрещування двох організмів, що несуть альтернативні ознаки. Для дослідів Мендель вибрав рослину горох з таких міркувань. Горох — самозапильна рослина, і тому легко можна отримати чисту лінію, тобто гомозиготні особини за визначеними ознаками. В горосі є яскраво виражені альтернативні ознаки: колір насінин, форма горошин, забарвлення квіток, розмір рослин і т. д. І, нарешті, велика кількість нащадків дає можливість одержати статистично доказові результати.
Альтернативні ознаки — різні стани однієї ознаки, які визначаються різними алелями гену.
Вихідні батьківські особини у дослідах були гомозиготними, а отримані нащадки — гетерозиготними. Для дослідження вибирали тільки одну або дві ознаки, а не їх сукупність.
Моногібридне схрещування — схрещування за однією парою ознак: Закон одноманітності першого покоління (1-й закон Менделя). При схрещуванні двох гомозиготних особин з альтернативними ознаками у першому поколінні всі гібриди однакові за фенотипом і схожі на одного з батьків. У гібридів І покоління проявляється тільки домінантна ознака.
Для наступного схрещування використовуються гібриди І покоління.

### Основні положення хромосомної теорії спадковості
— гени розташовані в хромосомах; різні хромосоми містять неоднакову кількість генів, кожна з негомологічних хромосом має свій унікальний набір генів;
— гени розташовані вздовж хромосом у лінійному порядку;
— кожен ген займає в хромосомі певну ділянку (локус); алельні гени заповнюють однакові локуси гомологічних хромосом;
— усі гени однієї хромосоми утворюють групу зчеплення, завдяки чому відбувається зчеплене успадкування деяких ознак; сила зчеплення між двома генами обернено пропорційна відстані між ними;
— зчеплення між генами, розташованими в одній хромосомі, порушується внаслідок кросинговеру, під час якого гомологічні хромосоми обмінюються своїми ділянками;
— кожен біологічний вид характеризується певним каріотипом (певною кількістю і формою хромосом).

Закон незалежного комбінування ознак.

Схрестивши гібриди першого покоління між собою, Г.Мендель виявив серед гібридів другого покоління F2 чотири фенотипові групи в таких співвідношеннях:приблизно 9 частин рослин утворювали насіння жовтого кольору з гладенькою поверхнею (315 насінин), 3 частини - жовтого кольору зі зморшкуватою поверхнею (101 насінина), ще 3 частини - зеленого кольору з гладенькою поверхнею (108 насінин), а 1 частина - зеленого кольору зі зморшкуватою поверхнею(32 насінини).Таким чином гени, які визначають забарвлення насіння та характер його поверхні, успадковуються незалежно.Але звідки у гібридів другого покоління з'явилися нові варіанти фенотипів, не властиві батьківським формам?
Щоб пояснити отримані результати, Г.Мендель простежив успадкування різних варіантів кожної з двох окремо.Співвідношення насіння різного кольору, яке утворювали гібриди другого покоління, виявилося приблизно таким:приблизно 12 частин насіння мало жовтий колір, а 4 - зелений.Тобто розщеплення за ознакою кольору, як і в разі моногібридного схрещування, становило 3:1.Те саме він спостерігав і при розщепленні за ознакою характеру поверхні насіння : приблизно 12 частин насіння мало гладеньку поверхню, а 4 - зморшкувату.Таким чином, розщеплення за ознакою характеру поверхні насіння також було 3:1.
На підставі отриманих результатів Г.Мендель сформулював закон незалежного комбінування ознак: при ди- або полігібридному схрещуванні розщеплення за кожною ознакою відбувається незалежно від інших.Тобто дигібридне схрещування за умови, що один з алельних генів повністю домінує над іншим, становить, по суті, два моногібридних, які  ніби накладаються одне на одне, тригібридне - три і т.д.